# Informell sektor
Informell sektor är ett namn på den del av samhällets värdeskapande transaktioner som inte registreras hos myndigheter. Den berör ofta verksamhet i mindre skala, arbete inom familjen, oreglerade marknader eller (halv)kriminell verksamhet.

## Exempel
Sektorn omfattar:
- Gatuförsäljning[1]
- Smärre informella transaktioner och arbeten mellan grannar, vänner eller släktingar.
- Byteshandel[1]
- Vissa hushållsnära tjänster[1]
- Vissa större arbetsinsatser av exempelvis hantverkare,[1] eller viss typ av försäljning av produkter, oftast självproducerade
- Småjordbruk för självhushåll[1]
- Kriminella[1] transaktioner och aktiviteter
- Halvkriminell verksamhet (exempel: prostitution i Sverige, där saluförandet sedan 1999 är lagligt men inkomsten kommer från kriminalitet)
- Ideell verksamhet

## Utbredning
Den informella sektorns utbredning är olika stor i olika typer av ekonomier, delvis beroende på statens kapacitet att reglera de inhemska marknaderna. I välordnade och resursstarka ekonomier med relativt små inkomstskillnader, en välfungerande stat och hög tilltro till statens förmåga till resursfördelning är ofta den informella sektorn begränsad.
I många utvecklingsländer, eller länder med hög nivå av korruption, kan den informella sektorn vara betydligt större. I Sydasien, Latinamerikan och subsahariska Afrika beräknas mellan 50 och 70 procent av alla arbetare försörja sig inom den informella sektorn. I Mexiko försörjer sig på 2020-talet drygt hälften av invånarna utanför skattesystemet. Här beräknas mellan 33 och 50 procent av den totala ekonomiska aktiviteten ske i den informella sektorn, med narkotikahandel, skoputsning och hushållstjänster som tre exempel.
Personer inom den informella sektorn står utanför det officiella arbetet för arbetsrätt. Därför behövs speciallösningar för att ändå göra deras vardag tryggare och säkrare. Ett exempel är när cirka 100 000 arbetare i den informella sektorn i den indiska delstaten Gujarat fick särskilda ID-kort, vilket gav dem rätt att få ta del av offentlig sjukvård och försäkringar.

## Svart ekonomi
Den del av informella sektorn som innebär lagbrott kallas också för svart ekonomi. Detta inkluderar svartarbete då man bryter mot skattelagen, och kriminell verksamhet då man bryter mot både skattelagen och vanliga brottslagen.